# Reacció xantoproteïca

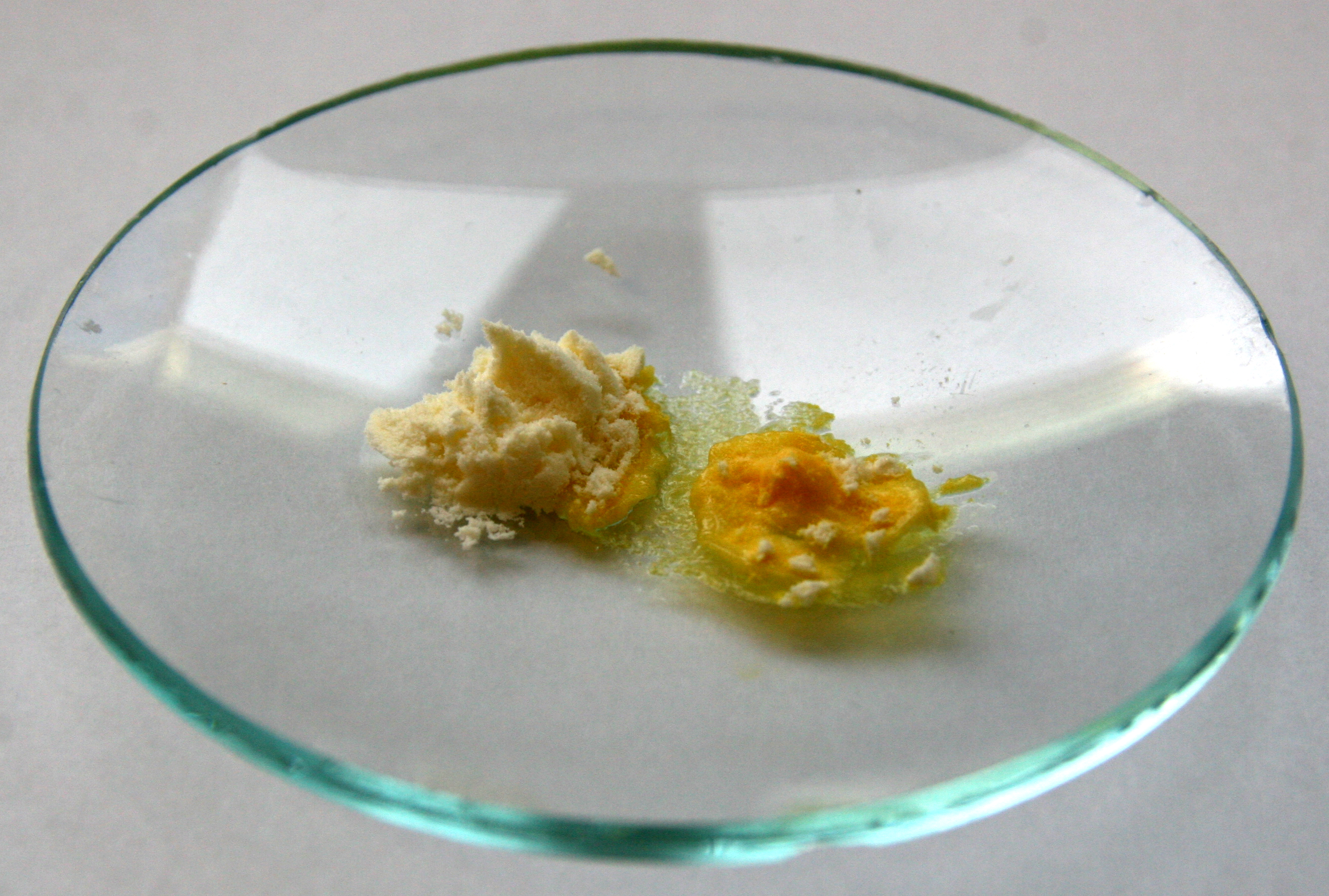
Reacció xantoproteïca

L'àcid xantoproteic és una substància groga no cristal·litzable derivada de les proteïnes després del seu tractament amb àcid nítric. L'àcid nítric reacciona amb les proteïnes formant compostos nitrogenats grocs. Aquesta reacció és coneguda amb el nom de reacció xantoproteïca. Aquesta prova és feta afegint àcid nítric concentrat a la substància que es vol analitzar i escalfant la mescla. Si hi ha anells aromàtics a la mostra la mescla es torna groga. Després d'afegir una base química, com per exemple amoníac líquid, el color es torna taronja. Aquests canvis de color són deguts als anells aromàtics nitrats de les proteïnes.

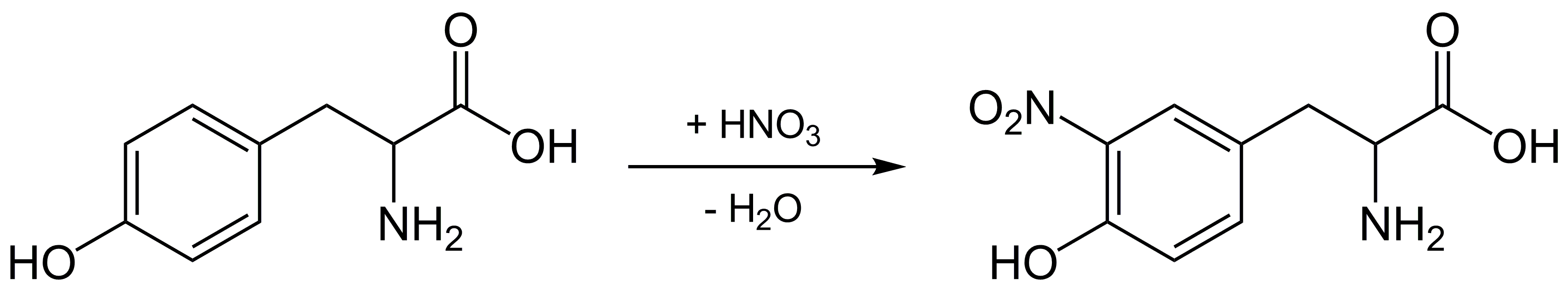
Esquema de la reacció de nitració de la tirosina, un tipus d'aminoàcid aromàtic present en la majoria de proteïnes.